# Spa Night
Spa Night è un film del 2016 scritto e diretto da Andrew Ahn.

## Trama
David Cho è un giovane coreano che vive con la famiglia tradizionalista nel quartiere coreano di Los Angeles. I genitori si vedono costretti a chiudere il ristorante che gestivano da anni, a causa del calo di clientela. La madre trova subito lavoro come cameriera mentre il padre disoccupato cade in depressione. David, per aiutare la famiglia e di nascosto dai genitori, trova un lavoro presso una spa coreana, dove ben presto scopre un mondo sotterraneo di sesso gay. David inizialmente ne rimane sia spaventato che eccitato, ritrovandosi ad analizzare la propria sessualità nel delicato passaggio tra adolescenza ed età adulta.

## Distribuzione
Il film è stato presentato in anteprima e in competizione il 24 gennaio al Sundance Film Festival 2016. Successivamente è stato proiettato in numerosi festival cinematografici internazionali.

## Riconoscimenti
- 2016 - Sundance Film Festival
  - U.S. Dramatic Special Jury Award for Breakthrough Performance a Joe Seo
  - Candidatura per il U.S. Grand Jury Prize: Dramatic
- 2016 - Outfest
  - U.S. Grand Jury Prize
  - Special Mention for Outstanding Performance a Joe Seo
- 2017 - Independent Spirit Award
  - Premio John Cassavetes
  - Candidatura per il Someone to Watch Award